# Pontifícia Universidade Católica da Argentina
A Pontifícia Universidade Católica da Argentina (UCA), cujo nome completo em espanhol é Pontificia Universidad Católica Argentina "Santa María de los Buenos Aires" , também conhecida como Universidad Católica Argentina (UCA), é uma universidade na Argentina com campi nas cidades de Buenos Aires, Rosario, Paraná e Mendoza. O campus principal está localizado em Puerto Madero, um dos bairros mais modernos de Buenos Aires.
É considerada, de acordo com o prestigiado ranking internacional QS World University Rankings 2021, como a melhor universidade privada da Argentina pelo segundo ano consecutivo. No indicador número de alunos por professor, encontra-se na primeira posição na Argentina e na segunda posição na América Latina. De acordo com o Ranking Web of World Universities, que avalia a eficácia com que as instituições utilizam as novas tecnologias, a UCA encontra-se no primeiro lugar entre as universidades privadas argentinas.
Sua antecessora, a Universidade Católica de Buenos Aires (1910-1922), foi fundada pelo episcopado argentino em 1910, mas seus diplomas legais não foram reconhecidos pelo governo argentino, e a instituição foi fechada em 1922.
Em 1955, o Decreto 6.403, relativo à liberdade de ensino, possibilitou a criação de universidades privadas com competência para fornecer qualificações acadêmicas. Em 1956, os bispos decidiram criar a Universidade Católica da Argentina, formalmente fundada em 7 de março de 1958.
O Cardeal Jorge Mario Bergoglio foi o Grão-Chanceler da UCA, em virtude de seu cargo como Arcebispo da Arquidiocese Católica Romana de Buenos Aires, até sua eleição em 2013 como Papa Francisco. 

## História

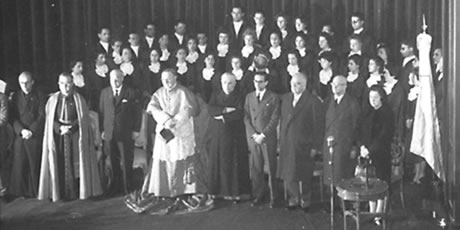
Ato de fundação, 1910

### Primeira fundação: a Universidade Católica de Buenos Aires
Como a própria Buenos Aires, a Pontifícia Universidade Católica da Argentina foi fundada duas vezes. A fundação de uma universidade católica foi discutida pela primeira vez no Congresso Eucarístico de 1884. Na época, a Lei Argentina 1420 de Educação Comum ditava a educação pública obrigatória, gratuita e laica, a fim de garantir a separação entre Igreja e Estado e prevenir a discriminação com base na adesão religiosa.
Eventualmente, a ideia perdeu seu ímpeto, mas em 1908 o primeiro Congresso de Jovens Católicos sublinhou a importância de uma educação integral e completa e promoveu a fundação de uma universidade católica "na qual os alunos são treinados para se destacarem nas profissões liberais e são ensinados a núcleo da doutrina católica ". O Episcopado Argentino finalmente decidiu a favor desta iniciativa ao fundar a Universidade Católica de Buenos Aires em 1910. Os bispos procederam com a concepção desta primeira universidade apesar da pobre legislação sobre instituições privadas de ensino superior que o país tinha na época.
A Faculdade de Direito foi a primeira e única, e o currículo foi amplamente baseado nos das universidades públicas mais cursos obrigatórios de filosofia e história. A citada falta de legislação conspirou contra a obtenção do credenciamento oficial e a Universidade Católica de Buenos Aires foi forçada a fechar suas portas em 1922, pouco mais de uma década após sua fundação.

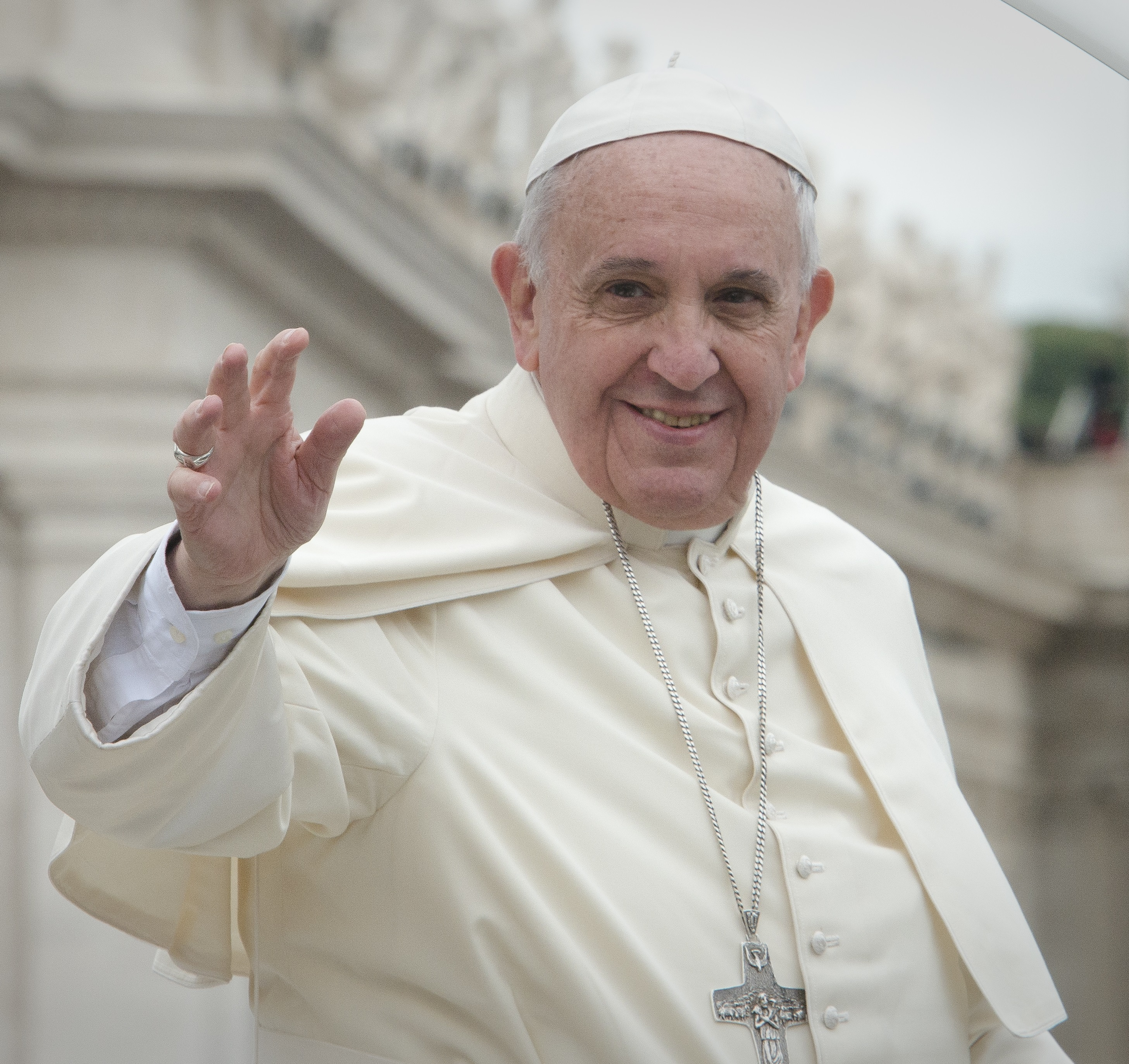
O Cardeal Jorge Mario Bergoglio foi o Grão-Chanceler da UCA, em virtude de seu cargo como Arcebispo da Arquidiocese Católica Romana de Buenos Aires, até sua eleição em 2013 como Papa Francisco.

### Segunda fundação: a Universidade Católica da Argentina
O Episcopado Argentino decidiu fundar a universidade novamente em seu plenário em 1956 e dois anos depois foi criada a Universidade Católica Argentina. 
“Decidiu-se dar continuidade à fundação da UCA, adotando as medidas necessárias para determinar com precisão seu caráter e estrutura [...] Portanto, nossa missão educativa incorpora aqueles campos acadêmicos que, sendo patrimônio da humanidade, se cruzam na formação do homem."

-  UCA, A Fundação da UCA (1958)
Uma vez que os estatutos da instituição foram promulgados e aprovados, a universidade passou a receber alunos para as faculdades originais:
- Faculdade de Filosofia
- Faculdade de Direito e Ciência Política
- Faculdade de Ciências Sociais e Econômicas

## Rankings e classificações
A UCA é amplamente considerada uma das melhores instituições de ensino superior da Argentina. De acordo com o QS World University Rankings 2021,  a UCA se consolida como a primeira universidade privada da Argentina pelo segundo ano consecutivo e está entre as 350 melhores universidades do mundo. Subiu 18 posições em relação ao ano anterior, no ranking entre os 10 melhores da América Latina.
No indicador número de alunos por professor, a UCA ocupa a 42ª posição no mundo, tendo subido 17 posições, encontrando-se na 2ª posição na América Latina e ocupando a primeira posição do país. Desde 2012 a UCA é a primeira universidade privada do país no indicador Reputação entre os empregadores.
Segundo o QS Ranking da América Latina 2021 a Pontifícia Universidade Católica Argentina é a primeira universidade na América Latina no indicador da proporção entre estudantes e professores. No indicador de reputação acadêmica, a UCA é a primeira universidade privada e está no top 5 das universidades argentinas.
De acordo com o Ranking Web of World universities 2021 que analisa o Impacto Web, a UCA encontra-se na primeira posição entre as universidades privadas da Argentina. Este indicador, busca avaliar a eficácia com a que as instituições utilizam as novas tecnologias. 
O programa de MBA ministrado pela universidade foi credenciado pela Associação de MBAs (AMBA) com sede em Londres desde 1998. A certificação AMBA, é um reconhecimento aos MBAs das melhores Escolas de Negócios do mundo.
O campus principal da UCA está localizado em Puerto Madero, o centro financeiro do centro de Buenos Aires. Fica a apenas 500 metros (546 jardas) da Casa Rosada e 3 linhas do metrô de Buenos Aires se cruzam a menos de 600 metros.

## Publicações e pesquisas
Na UCA, de acordo com sua identidade e missão, a pesquisa visa estudar graves problemas contemporâneos, tais como, a dignidade da vida humana, a promoção da justiça para todos, a qualidade da vida pessoal e familiar, a proteção do meio ambiente, a busca da paz e da estabilidade política, uma distribuição mais equitativa dos recursos, uma nova ordem econômica e política em nível nacional e internacional. A investigação universitária deve aprofundar as raízes e as causas dos problemas do nosso tempo, prestando especial atenção às suas dimensões éticas e religiosas (cf. ECE 32). Do mesmo modo, promove projetos de investigação ou desenvolvimentos tecnológicos com elevado impacto na sociedade, que afetem a construção do conhecimento, com relevância nacional e projeção internacional, nomeadamente através da colaboração entre as diversas disciplinas acadêmicas e da participação em atividades de cooperação internacional em investigação científica e tecnológica.
- Bridging Cultures

Revista do Departamento de Línguas da Universidade Católica Argentina. Contém artigos científicos voltados para a área de línguas estrangeiras e constitui uma forma de expressão de uma comunidade universitária e profissional, cujo objetivo não é apenas ser conhecido, mas também proporcionar um espaço que favoreça uma maior visibilidade nacional e internacional do avanço científico em nosso país e no exterior. Trata-se de estimular o diálogo intercultural e apresentar, esclarecer, discutir ou comentar de forma construtiva as ideias apresentadas ou os trabalhos científicos realizados.
- Ensayos de Política Económica

Revista anual, publicada em outubro pelo Departamento de Pesquisa Francisco Valsecchi, pertencente à Faculdade de Ciências Econômicas da UCA. Seu primeiro número foi publicado em 2007 e foi publicado em versão impressa e digital. A partir de 2019, é publicado apenas na versão digital. Aborda os temas de política econômica e social, abrangendo áreas como macroeconomia, economia internacional, economia monetária, economia financeira, políticas fiscais, crescimento, desenvolvimento, história da política econômica, instituições, regulação econômica, organização industrial, políticas sociais, mercado de trabalho, pobreza e distribuição de renda, entre outros. A Revista aponta para um equilíbrio entre questões positivas e normativas de política econômica, a partir de várias abordagens.
- Prudentia Iuris

Publicação semestral da Faculdade de Direito da UCA, que visa desenvolver um pensamento jurídico coerente com os princípios fundamentais da Justiça e a ordem natural, iluminada pela fé. Sua cobertura temática inclui: Filosofia do Direito (Direito Natural, Teoria do Direito, Princípios e Instituições Jurídicas); Direito Público (Constitucional, Administrativo, Penal, Trabalhista e Previdenciário, Tributário, Político, Internacional); Direito Privado (Civil e Comercial); História do direito; Direito Canônico e Eclesiástico; Lei comparativa. Prudentia Iuris é publicada principalmente em espanhol, embora trabalhos também sejam aceitos e publicados em inglês e italiano. 
- Revista de Psicología

Publica resultados de pesquisas empíricas nas diferentes áreas da psicologia e ciências afins. Também aceita artigos de revisão teórica e temática. Dentro do necessário pluralismo científico, o objetivo da revista é promover um conhecimento integrado, não reducionista, voltado para a dignidade da pessoa como ser único e irrepetível e comprometido com a comunidade da qual faz parte. 
- Sapientia

Publicada semestralmente pela Faculdade de Filosofia e Letras da UCA. A publicação é de natureza filosófica, teórica e prática. Os principais temas desenvolvidos correspondem à filosofia clássica, medieval, moderna e contemporânea, embora incluam artigos teológicos e de história da filosofia. Embora a publicação faça parte de uma inspiração aristotélico-tomista, marca do seu perfil fundador, a Sapientia abre-se também a outras formas de raciocínio filosófico que entram ou podem dialogar com o seu espírito, sem outro compromisso senão o serviço à verdade.
- Colección

Publicação do Departamento de Ciências Políticas e Relações Internacionais da UCA que visa promover o desenvolvimento e divulgação do conhecimento científico no campo da política nacional e internacional. A revista adota uma visão ampla desse campo intelectual, reconhecendo e abrangendo as diferentes disciplinas e perspectivas teóricas a partir das quais essa realidade pode ser abordada.
- Cultura Económica

Revista semestral de estudos e pesquisas na área de filosofia social e economia do Centro de Estudos em Economia e Cultura da Faculdade de Ciências Econômicas da Pontifícia Universidade Católica Argentina. Seu objetivo é investigar as implicações culturais e éticas dos problemas econômicos contemporâneos de uma perspectiva humanística e interdisciplinar. A revista é dirigida a acadêmicos, professores e pesquisadores das ciências econômicas, ciências sociais e filosofia social, funcionários públicos, analistas econômicos, empresários e imprensa especializada. Os volumes são publicados nos meses de junho e dezembro de cada ano. Esta publicação foi criada em 1983 com o nome de  Magazine Valores na sociedade industrial  até a mudança de nome em 2007.
- De Rubus Antiquis

Publicação eletrônica do Programa de Estudos Históricos Greco-Romanos (PEHG) do Departamento de História da Faculdade de Ciências Sociais da Universidade Católica Argentina. Esta revista nasceu com o objetivo de fornecer um marco institucional para a publicação de todas as investigações de especialistas da área do conhecimento e, assim, criar um fórum de debate sobre os mais novos temas e linhas de pesquisa sobre o assunto.
- Estudios de Historia de España

Revista semestral online e anual impressa, pertencente ao Instituto de História da Espanha da UCA, tem como objetivo divulgar os estudos de seus membros e colaboradores na área do hispanismo, também como os trabalhos enviados por colegas do país e do exterior, favorecendo o crescimento da disciplina e um fecundo intercâmbio entre especialistas. A sua área de referência é a história e cultura espanhola nos seus diferentes períodos cronológicos e nas diferentes vertentes do desenvolvimento humano: político, social, económico, religioso, artístico.
- Letras

A Revista Letras publica, semestralmente, trabalhos de investigação pertencentes às áreas da filologia, linguística, teoria e crítica literária ou outras disciplinas relacionadas com a análise do discurso, com especial ênfase nas literaturas hispânicas. Isso não me impede de coletar, se as circunstâncias o justificarem, colaborações em outras literaturas. É editada pelo Departamento de Letras da Faculdade de Filosofia e Letras da UCA.
- Res Gesta

Revista de história editada pelo Instituto de História da Faculdade de Direito e Ciências Sociais de Rosário. A partir da edição 51, é patrocinado pelo Nodo IH do IDEHESI, Unidade Executora do CONICET. É publicada ininterruptamente desde 1977 e desde 2016 também está disponível em formato eletrônico. Favorece a divulgação de pesquisas originais e documentação inédita. Res Gesta está incluída no Catálogo LATINDEX 2.0, REDIB, DOAJ e foi avaliada como Revista Nível 1 pela Caicyt. Seus artigos são compilados na DIALNET, no HLAS Online, Handbook of Latin American Studies e na Matriz de Información para el Análisis de Revistas de la Universitat de Barcelona (MIAR), no  European Reference Index for Humanities and the Social Sciences (ERIH PLUS).
- Revista del Instituto de Investigaciones Musicológicas “Carlos Vega”

O principal objetivo da revista é divulgar a investigação desenvolvida por académicos qualificados no domínio da musicologia no amplo espectro das suas competências. Esta pluralidade temática deve-se ao desejo de abranger os diversos interesses dos públicos a que se dirige: tanto investigadores e estudantes de música como também o público que pretende alargar os seus conhecimentos a este respeito. 
- Stylos

A revista Stylos publica trabalhos originais sobre temas do mundo grego antigo e latino. O interesse também se estende a outras épocas (por exemplo, latim medieval e tópicos culturais, como humanismo, literatura neolatina, literatura neo-helênica). Além disso, para estudos de comparação ou influência do mundo clássico com a cultura posterior. Eventualmente, para estudos sobre povos antigos relacionados com gregos e romanos.
- Tábano

A Revista Tábano é a publicação anual do Centro de Estudantes de Filosofia da UCA destinada a um público acadêmico especializado em Filosofia. Pretende ser um verdadeiro reflexo das preocupações filosóficas dos alunos da  Faculdade, procurando não se restringir a nenhuma área, tema ou corrente particular. Procura, apoiando-se na tradição, abrir-se aos diversos pensamentos filosóficos.
- Tecnología y Sociedad

Revista acadêmica anual do Centro de Estudos de Engenharia e Sociedade da Faculdade de Engenharia e Ciências Agrárias da UCA, criada em 2011 com o objetivo de divulgar estudos, ensaios e atividades do Centro de Estudos e de outras instituições e autores relacionados com a sua temática centrados na análise das relações e implicações sociais e culturais das atividades de engenharia e tecnologia em geral.
- Temas de Historia Argentina y Americana

Publicação periódica do Instituto de História Argentina e Americana (Departamento de História da Faculdade de Ciências Sociais da UCA). Tem como objetivo a divulgação das atividades de investigação dos docentes desta Instituição e dos trabalhos enviados por colegas do país e do estrangeiro, proporcionando assim o crescimento da disciplina e um intercâmbio fecundo entre especialistas. A área de referência é a história e cultura argentina e americana em seus diferentes períodos cronológicos e nos diferentes aspectos do desenvolvimento humano: político, social, econômico, religioso e cultural.
- Teologia

Publicação trimestral (abril, agosto e dezembro) da Faculdade de Teologia da UCA A revista é dirigida a pesquisadores, professores e alunos de nível superior. Oferece artigos não publicados sobre Teologia e disciplinas relacionadas. Recebe contribuições que resultam de pesquisas de docentes da Faculdade e de outros textos inéditos de colaboradores externos, de nível científico, que respondem ao perfil desta publicação.
- Vida y Ética

A revista Vida y Ética é uma publicação especializada no campo da Bioética produzida pelo Instituto de Bioética da Faculdade de Ciências Médicas da UCA. Tem como missão principal divulgar e atualizar os resultados da investigação académica, da atividade docente e da projeção social, através de artigos, ensaios, relatórios e outros trabalhos sobre a Bioética. Destina-se a pessoas interessadas nas questões bioéticas e, principalmente, a pesquisadores, para que possam ter opiniões informadas e qualificadas sobre o significado de seu trabalho e os cuidados éticos que ele exige. Além disso, deseja contribuir com suas reflexões para o desenvolvimento de uma visão personalista da disciplina, para o fortalecimento do trabalho dos comitês de bioética e ser fonte de consulta e troca de experiências no ensino da Bioética.

## UCA Internacional
Em dezembro de 2000, foi criada a Diretoria de Relações Internacionais, renomeada para Relações Internacionais e Cooperação Acadêmica em 2006, com o objetivo de promover a internacionalização de todos os componentes da universidade. A partir dessa época, a instituição aumentou seus vínculos com instituições no exterior.
A Direção de Relações Internacionais e Cooperação Académica promove a internacionalização de todos os componentes da universidade e procura multiplicar os laços da UCA com mais de 100 instituições de prestígio no mundo. Entre elas estão:

### América
- Canadá: Queen's University, McGill University, Université de Montréal
- EUA: Boston College, SUNY New Paltz, American University, University of Illinois at Urbana-Champaign, University of Washington (Seattle), University of Arizona, University of North Carolina em Chapel Hill, Georgia Institute of Technology, University of Richmond
- México: Universidad Anáhuac, Universidad de las Américas de Puebla, Universidad de Monterrey
- Panamá: Universidade Católica Santa María La Antigua (USMA)
- Colômbia: Pontificia Universidad Javeriana, Universidad del Rosario
- Brasil: Universidade de São Paulo (USP), Universidade de Brasília (UnB), PUC-Rio, PUC-SP, PUCRS
- Paraguai: Universidade Católica "Nossa Senhora da Assunção"
- Chile: Pontificia Universidad Católica de Chile, Pontificia Universidad Católica de Valparaíso (PUCV)
- Uruguai: Universidade Católica do Uruguai, Universidade de la República

### Europa
- Espanha: Universidad Pontificia Comillas, Universidad Carlos III, Universidade de Valencia, Universidad Rey Juan Carlos, Universidade Politécnica de Valencia, Universidade de Santiago de Compostela
- França: Institut d'Études Politiques de Paris (Sciences Po Paris), Institut d'Etudes Politiques de Toulouse (Sciences Po Toulouse), Université Paris-Dauphine, Université Paris Descartes (Paris V), Université d'Orléans , Université Pierre-Mendès, Université Jean-Moulin Lyon III, École Supérieure de Commerce de Clermont-Ferrand, NEOMA Business School, Grenoble École de management, Burgundy School of Business
- Reino Unido: University of Leeds, University of Birmingham, University College London (UCL)
- Itália: Sapienza - Università di Roma, Università di Torino, Università Cattolica del Sacro Cuore, Pontificia Università Lateranense (PUL), Università degli Studi di Firenze, Università di Pisa
- Alemanha: Universidade de Tubinga , Universidade de Mannheim, Universidade Técnica de Darmstadt (TUD), WHU - Otto Beisheim School of Management , Frankfurt School of Finance & Management, Bucerius Law School, Gottfried Wilhelm Leibniz Universität Hannover
- Suíça: Université de Genève
- Holanda: Universidade de Tilburg
- Suécia: Lunds Universitet

### Ásia
- China: Universidade de Pequim
- Coreia do Sul: Universidade Sogang
- Singapura: Singapore Management University (SMU)

### Oceania
- Austrália: Macquarie University, Monash University
- Nueva Zelândia: University of Otago, Victoria University of Wellington

## Faculdades e Institutos[32]

### Buenos Aires
- Faculdade de Ciências Econômicas
- Faculdade de Direito
- Faculdade de Ciências Médicas
- Faculdade de Ciências Sociais
- Faculdade de Artes e Ciências Musicais
- Faculdade de Engenharia e Ciências Agrárias
- Faculdade de Filosofia e Letra
- Faculdade de Psicologia e Psicopedagogia
- Faculdade de Teologia
- Faculdade de Direito Canônico
- Instituto de Bioética
- Instituto de Cultura Universitária

- Instituto de Espiritualidade e Ação Pastoral

- Instituto de Investigações Biomédicas
- Instituto para o Matrimônio e a Família
- Instituto para a Integração do Saber

### Mendoza (Mendoza)
- Faculdade de Humanidades e Ciências Econômicas

### Entre Ríos (Paraná)
- Faculdade "Teresa de Ávila"

### Rosario
- Faculdade de Direito e Ciências Sociais de Rosario

- Faculdade de Ciências Económicas de Rosario
- Faculdade de Química e Engenheira de Rosario
- Centro Regional Pergamino

## Professores e pesquisadores notáveis[33]
- Gregorio Badeni, jurista.
- Mario Biondi, economista.
- Antonio Boggiano, jurista.
- Carlos Burundarena, engenheiro.
- Emilio Cárdenas, jurista.
- Carla Carrizo, política.
- Ana María Cialdella, botânica.
- Vicente Osvaldo Cutolo, historiador.
- Luis María de Pablo Pardo, jurista.
- Alicia Daneri, egiptóloga.
- Alfredo Di Pietro, jurista.
- Agustín Díaz Bialet, jurista.
- Alejandro Fargosi, jurista.
- Víctor Manuel Fernández, arcebispo.
- Enrique Folcini, economista.
- Jorge A. Fraga, militar.
- Perla Fuscaldo, egiptóloga.
- Alberto Ginastera, compositor.
- Emilio Pedro Gnecco, jurista.
- Amir Gorzalczany, arqueólogo.
- Juan Bautista Mahiques, jurista.
- Héctor Lafaille, jurista.
- Ricardo Lagorio, diplomata.
- Félix Hipólito Laíño, jornalista.
- Marta Lambertini, compositora.
- Santiago Legarre, jurista.
- Lucas Jaime Lennon, jurista.
- Virtú Maragno, compositor.
- Clara Mariño, jornalista.
- Graciela Maturo, escritora.
- Jorge María Mejía, cardeal
- Germán Moldes, jurista.
- Aldo Luis Montesano Rebón, jurista.
- Carlos Moyano Llerena, jurista.
- Alfredo Horacio Zecca, arcebispo
- Enrique Carlos Petracchi, jurista.
- Humberto Antonio Podetti, jurista.
- Mario Aurelio Poli, arcebispo.
- Juan D. Pozzo, jurista.
- Eduardo A. Roca, jurista.
- Jorge Rodríguez Mancini, jurista.
- Abelardo Rossi, jurista.
- Pedro Sáenz Amadeo, compositor.
- Hugo Norberto Santiago, bispo.
- Pola Suárez Urtubey, musicista.
- Ariel Edgardo Torrado Mosconi, teólogo.
- Antonio Vázquez Vialard, jurista.

## Ex-alunos notáveis[33]
- Alejandra Maglietti
- Alfredo Horacio Zecca
- Alfonso Prat-Gay
- Arturo Mor Roig
- Carlos Azpiroz Costa
- Carlos Escudé
- Clara Obligado
- Davor Ivo Stier
- Débora Giorgi
- Daniel Malnatti
- Eduardo Amadeo
- Eduardo Costantini
- Eduardo Nicolás Kinen
- Enrique Adolfo Palmeyro
- Enrique Bruchou
- Enrique Molina Pico
- Germán Garavano
- Guillermo Dietrich
- Héctor Rubén Aguer
- Ignacio Alejandro López
- Javier González Fraga
- Jorge Malena
- Jorge Otamendi
- Jorge Sapag
- José Luis Machinea
- Juan Carlos de Pablo
- Julián Arturo de Diego
- Lucas Lanusse
- Marcelo Camusso
- María Emilia Soria
- María Eugenia Vidal
- María Julia Alsogaray
- María José Lubertino
- María Marta Orfali Fabre
- María Obligado
- María Soledad Gutiérrez Zaldívar
- Mariana Arias
- Mariano Federici
- Mario Aurelio Poli
- Mauricio Macri
- Máxima Zorreguieta
- Rafael Grossi
- Ramón Puerta
- Ricardo Buryaile
- Ricardo Lagorio
- Rosendo Fraga
- Sebastián Brugo Marcó
- Sebastián Fest
- Víctor Manuel Fernández
- Francisco Imperatrice

## Cultura e compromisso social
Todas as sedes da Pontifícia Universidade Católica Argentina (UCA) desenvolvem atividades culturais e três delas (Buenos Aires, Rosário e Paraná) contam com um "Centro Cultural" onde são oferecidos diversos tipos de cursos e oficinas (entre eles teatro, dança, fotografia, oratória e idiomas).
Quanto ao Centro Cultural do campus de Buenos Aires, está sob responsabilidade da Faculdade de Filosofia e Letras. Realiza diversas atividades dirigidas não só à comunidade universitária da UCA, mas também ao público em geral. Tem uma Escola de Línguas onde são ministradas aulas de Alemão, Francês, Inglês, Italiano e Português.
Também no edifício Santa María do campus de Puerto Madero, estão a biblioteca e o Pavilhão de Belas Artes da Pontifícia Universidade Católica Argentina.
A universidade conta com uma Coordenação de Compromisso Social que desenvolve programas nos bairros mais carentes da cidade de Buenos Aires, relacionados ao acompanhamento psicopedagógico de crianças e adolescentes, assessoria jurídica, ensino de instrumentos musicais (inclusive formando uma orquestra de adolescentes que executa peças por Mozart e Piazzola), a que se junta uma investigação interdisciplinar que já recebeu vários prémios nacionais e internacionais.

## Federação e Centros de Estudantes
A UCA dispõe de um Centro de Estudantes para cada um dos seus Programas de Graduação nas diferentes sedes, que estão sindicalizados, reunidos e representados na Federação de Estudantes da Universidade Católica Argentina (FEUCA).
Fundada em 1963 a Federação de Estudantes da Universidade Católica Argentina (FEUCA) é o órgão máximo de representação e reunião dos Centros Estudantis da Universidade Católica Argentina, reunindo todos os alunos da instituição.

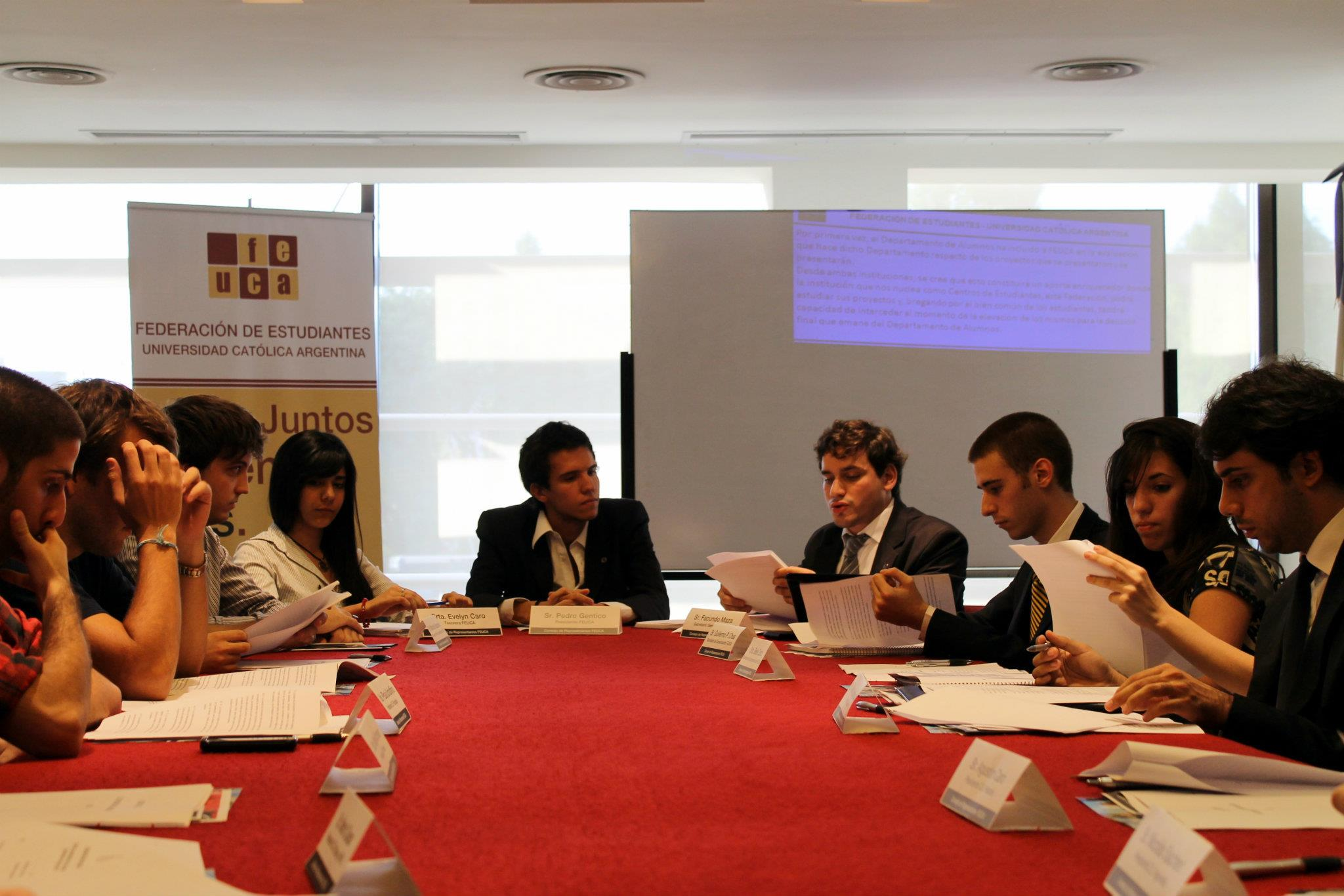
Sessão plenária da FEUCA e dos Centros Estudantis do Interior do País em agosto de 2013, Campus Rosário.

O Conselho de Diretores é o corpo  administrativo da Federação, e é composto por um presidente, um vice-presidente, um secretário geral e um tesoureiro e pelos secretários e conselheiros que estão encarregados das divisões administrativas de tópicos específicos. Os cargos de presidente, vice-presidente, secretário geral e tesoureiro são eletivos e são renovados anualmente através do Conselho de Transição, colégio eleitoral da FEUCA composto pelos presidentes eleitos dos Centros Estudantis e pela Diretoria cessante da Federação.